# 케티 4세
케티 4세는 이집트 제9왕조의 파라오이다. 즉위명은 '메리이브레'이며 "레의 마음은 사랑스럽다"라는 뜻이다. 토리노 파피루스 4-24에 등장한다.
케티 4세에 대한 기록은 거의 남아있지 않다. 토리노 파피루스에 따르면 제9왕조에는 케티 4세에 이어 이름이 불명확한 파라오 두 명이 더 있었다.
| 전임 케티 3세 | 이집트 제9왕조의 파라오 ? | 후임 셰드? |